# Бобнев, Константин Михайлович
Константин Михайлович Бобнев (20 мая 1918, Нифанка, Оренбургская губерния — 21 июля 1993) — генерал-майор инженерных войск Советской Армии, участник Великой Отечественной войны.

## Биография
Константин Бобнев родился 20 мая 1918 года в деревне Нифанка Сухоборской волости Челябинского уезда Оренбургской губернии, ныне село — административный центр Нифанского сельсовета Щучанского района Курганской области. Русский.
31 октября 1935 года был призван на службу в Рабоче-крестьянскую Красную Армию, поступил в Объединённую Краснознамённую военно-инженерную школу им. Коминтерна. В 1938 году окончил Ленинградское военно-инженерное командное училище.
С сентября 1941 года — на фронтах Великой Отечественной войны. Воевал полковым инженером в 21-й танковой бригаде. Участвовал в битве за Москву, боях на Калининском фронте 1942 года, капитан.
В 1942 году вступил в ВКП(б), в 1952 году партия переименована в КПСС.
Впоследствии получил назначение на должность помощника начальника оперативного отдела Штаба инженерных войск Степного фронта, майор; а позднее стал старшим помощником начальника оперативного отдела штаба инженерных войск 2-го Украинского фронта, подполковник. Участвовал в Сталинградской и Курской битвах, освобождении Украинской ССР, Ясско-Кишинёвской операции, освобождении Румынии, Венгрии, Австрии. Войну окончил в звании подполковник.
После окончания войны продолжал службу в Советской Армии. В 1950 году окончил командно-инженерный факультет Военно-инженерной академии имени В. В. Куйбышева, после чего служил на высоких должностях в системе инженерных войск Вооружённых Сил СССР. Был начальником штаба, командиром инженерных частей и соединений, начальником инженерных войск военного округа. В сентябре 1974 года был уволен в запас.
Константин Михайлович Бобнев умер 21 июля 1993 года.

## Награды
- Орден Красного Знамени, дважды: 30 декабря 1956 года, 22 февраля 1968 года
- Орден Отечественной войны I степени, дважды: 19 сентября 1944 года[1], 6 апреля 1985 года[2]
- Орден Отечественной войны II степени (29 августа 1943 года[3][4]
- Орден Красной Звезды, трижды: 16 сентября 1942 года[5], 25 февраля 1945 года[6], 17 мая 1951 года
- Медаль «За боевые заслуги», 6 мая 1946 года
- Медаль «За оборону Москвы»
- Медаль «За оборону Сталинграда», 9 июня 1945 года[7]
- Медаль «За победу над Германией в Великой Отечественной войне 1941—1945 гг.», 4 ноября 1945 года[8]
- Медаль «За взятие Будапешта»
- Медаль «За взятие Вены»
- Орден Партизанской звезды I степени, Народная Социалистическая Республика Албания, 16 декабря 1955 года[9]
- Другие награды.